# Cassephyra lamprosticta
Cassephyra lamprosticta là một loài bướm đêm trong họ Geometridae.